# Rhaphuma
Rhaphuma är ett släkte av skalbaggar. Rhaphuma ingår i familjen långhorningar.

## Dottertaxa tillRhaphuma, i alfabetisk ordning[1]
- Rhaphuma acrocarpi
- Rhaphuma aequalis
- Rhaphuma afflata
- Rhaphuma albicolon
- Rhaphuma albonotata
- Rhaphuma albosignata
- Rhaphuma amamiensis
- Rhaphuma anongi
- Rhaphuma anopla
- Rhaphuma aperta
- Rhaphuma aranea
- Rhaphuma argentogrisea
- Rhaphuma atrata
- Rhaphuma atrosignata
- Rhaphuma baibarae
- Rhaphuma barriesi
- Rhaphuma bhaktai
- Rhaphuma bicolor
- Rhaphuma bicolorifemoralis
- Rhaphuma bimaculata
- Rhaphuma binhensis
- Rhaphuma binotata
- Rhaphuma bivittata
- Rhaphuma brigittae
- Rhaphuma brodskyi
- Rhaphuma campanulifera
- Rhaphuma chatterjeei
- Rhaphuma chewi
- Rhaphuma circumscripta
- Rhaphuma clarina
- Rhaphuma clermonti
- Rhaphuma comosella
- Rhaphuma conformis
- Rhaphuma connexa
- Rhaphuma consona
- Rhaphuma constricta
- Rhaphuma decora
- Rhaphuma delicata
- Rhaphuma desaii
- Rhaphuma diana
- Rhaphuma disconotata
- Rhaphuma diversevittata
- Rhaphuma diversipennis
- Rhaphuma duplex
- Rhaphuma elegantula
- Rhaphuma eleodes
- Rhaphuma eleodina
- Rhaphuma elongata
- Rhaphuma encausta
- Rhaphuma excisa
- Rhaphuma externesignata
- Rhaphuma falx
- Rhaphuma farinosula
- Rhaphuma frustrata
- Rhaphuma fucosa
- Rhaphuma gilvitarsis
- Rhaphuma gracilipes
- Rhaphuma grisescens
- Rhaphuma herminae
- Rhaphuma histrio
- Rhaphuma hooraiana
- Rhaphuma horsfieldii
- Rhaphuma illicata
- Rhaphuma ilsae
- Rhaphuma impressiceps
- Rhaphuma improba
- Rhaphuma improvisa
- Rhaphuma incarinata
- Rhaphuma indifferens
- Rhaphuma innotata
- Rhaphuma insignaticollis
- Rhaphuma interrupta
- Rhaphuma inusta
- Rhaphuma joshii
- Rhaphuma kantiae
- Rhaphuma klapperichi
- Rhaphuma krali
- Rhaphuma lanzhui
- Rhaphuma laosica
- Rhaphuma limaticollis
- Rhaphuma lubricula
- Rhaphuma lutarella
- Rhaphuma luteopubens
- Rhaphuma maceki
- Rhaphuma maculata
- Rhaphuma mekonga
- Rhaphuma minima
- Rhaphuma minuta
- Rhaphuma moerens
- Rhaphuma mucosa
- Rhaphuma mushana
- Rhaphuma nigrocincta
- Rhaphuma nigrolineata
- Rhaphuma nishidai
- Rhaphuma ogatai
- Rhaphuma patkaina
- Rhaphuma paucis
- Rhaphuma phiale
- Rhaphuma pictiventris
- Rhaphuma pieli
- Rhaphuma pingana
- Rhaphuma placida
- Rhaphuma praeusta
- Rhaphuma pseudobinhensis
- Rhaphuma pseudominuta
- Rhaphuma puncticollis
- Rhaphuma quadricolor
- Rhaphuma querciphaga
- Rhaphuma quercus
- Rhaphuma quinquenotata
- Rhaphuma quintini
- Rhaphuma rassei
- Rhaphuma reticulata
- Rhaphuma retrofasciata
- Rhaphuma rhea
- Rhaphuma rubromaculata
- Rhaphuma ruficollis
- Rhaphuma rufobasalis
- Rhaphuma rybniceki
- Rhaphuma sabahensis
- Rhaphuma salemensis
- Rhaphuma semiclathrata
- Rhaphuma sexnotata
- Rhaphuma sharmai
- Rhaphuma shelfordi
- Rhaphuma signata
- Rhaphuma steinkae
- Rhaphuma strnadi
- Rhaphuma subvarimaculata
- Rhaphuma superba
- Rhaphuma suthra
- Rhaphuma suturalis
- Rhaphuma tenerrima
- Rhaphuma tenuigrisea
- Rhaphuma teres
- Rhaphuma tertia
- Rhaphuma testaceiceps
- Rhaphuma testaceicolor
- Rhaphuma theryi
- Rhaphuma torrida
- Rhaphuma tricolor
- Rhaphuma trimaculata
- Rhaphuma trinalba
- Rhaphuma trinotata
- Rhaphuma unigena
- Rhaphuma ustulatula
- Rhaphuma vagesignata
- Rhaphuma weigeli
- Rhaphuma virens
- Rhaphuma vittata
- Rhaphuma xenisca